# Twitter
Twitter, anomenat X des del 24 de juliol del 2023, és un servei de microblogging que permet als seus usuaris d'enviar i llegir missatges de text d'una llargada màxima de 280 caràcters anomenats tuits o piulades, excepte als comptes coreans, xinesos i japonesos, per mitjà del mateix web de Twitter, SMS, missatgeria instantània o bé d'aplicacions de tercers com Twinkle o TweetDeck, entre d'altres. La seva seu és a San Francisco i té més de 35 oficines arreu del món.
Aquestes actualitzacions es mostren a la pàgina de perfil de l'usuari i són també enviades immediatament a altres usuaris que han triat l'opció de rebre-les. L'usuari original pot restringir el seguiment d'aquests missatges només per part dels membres del seu cercle d'amics o permetre'n l'accés a tots els usuaris, que és l'opció per defecte.
Els usuaris poden rebre les actualitzacions de la pàgina de Twitter estant, mitjançant missatgeria instantània, SMS, RSS i correu electrònic. Es calcula que es publiquen uns 130 milions de piulades al dia.

## Història
Els orígens de Twitter es troben en una mena de sessió de "pluja d'idees" realitzada per membres de l'empresa de podcasts Odeo. Jack Dorsey, que era estudiant de primer any a la Universitat de Nova York, va proposar la idea que una persona pogués utilitzar un servei de SMS per comunicar-se amb un petit grup de persones. Inicialment, va ser un projecte d'investigació i desenvolupament de la companyia Obvious, LLC, una petita empresa emergent de San Francisco. El nom original del projecte era "twttr", inspirat en Flickr.
La data d'origen es considera que és quan, el cofundador Jack Dorsey, el dia 21 de març del 2006, va realitzar la primera piulada:
| «                                                                 | just setting up my twttr. només muntant el meu twttr. | » |
| — Jack Dorsey, Primer missatge enviat al Twitter pel seu fundador |                                                       |   |

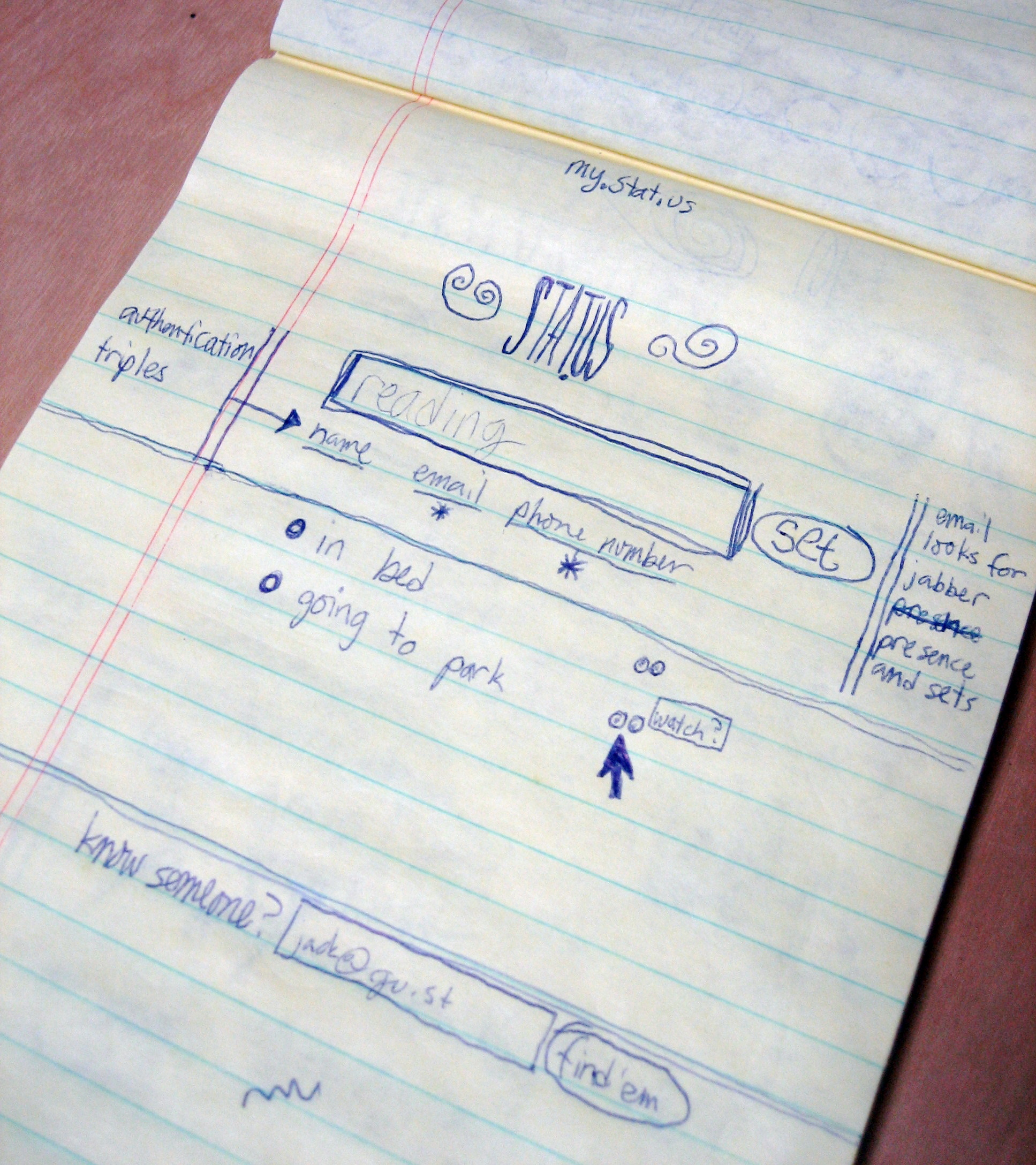
Un esbós, c. 2006, de Jack Dorsey, imaginant una xarxa social basada en SMS.

En principi Twitter només era utilitzat com a eina de comunicació interna entre els treballadors de l'empresa però, el 15 de juliol de 2006, se'n feu el llançament públic oficial. Aquest servei es va popularitzar ràpidament a causa de la concessió del South by Southwest Web Award del 2007 en la categoria de blogs.
Jack Dorsey és el pare d'aquesta aplicació web i actual president del Consell d'administració de Twitter, Inc, empresa que va néixer a partir d'Obvious, LLC, i de l'èxit de Twitter. A principis del 2008 l'equip del programa estava compost per 18 persones, i al voltant del 2009 ja es va quadruplicar la plantilla de treballadors.
El punt crític per a la popularitat de Twitter va ser la conferència South by Southwest Interactive (SXSWi) del 2007. Durant l'esdeveniment, l'ús de Twitter va augmentar de 20.000 tuits diaris a 60.000. Els treballadors de Twitter van aprofitar l'oportunitat de manera intel·ligent i van col·locar dues pantalles de plasma en els passadissos en què apareixien missatges exclusivament de Twitter.
El Twitter va fer servir, durant un temps, el servei de publicitat AdSense de Google, però van descartar continuar d'utilitzar-lo per guanyar més usuaris a costes de no guanyar tants diners. Al setembre de 2009, Twitter va anunciar canvis en els termes de servei, deixant oberta la possibilitat d'incloure publicitat als seus serveis en el futur. Aquest mateix any, va aparèixer la versió de Twitter en castellà i es va publicar una aplicació perquè els mateixos usuaris poguessin traduir en espanyol, francès, italià i alemany.
Entre el període de 2007 i 2010, l'empresa va experimentar un ràpid creixement inicial. S'estima que el 2007 es publicaven uns 400.000 tuits per trimestre i, al 2008, el nombre ja va passar a gairebé 100 milions. Al 2010, la companyia va registrar més de 70.000 registres i s'estima que, al juny d'aquell mateix any, es publicaven uns 65 milions de tweets cada dia alhora que uns 750 tuits eren enviats cada segon.
A l'abril de 2010, Twitter llança una nova estratègia per a emetre publicitat en forma d'un servei anomenat Promoted Tuits o Tuits promocionats. Bàsicament, es tracta de tuits amb el patrocini d'alguna empresa que apareixen com a primer resultat quan realitzem una cerca de missatges en el servei. El seu patrocini està assenyalat amb un missatge ressaltat després de les metadades del missatge. Només es mostra un missatge patrocinat, per a evitar l'intrusisme en les pàgines de cerca. A més, Twitter permet als desenvolupadors de tercers adoptar aquest servei en les seves aplicacions, de manera que el creador d'una aplicació per a Twitter d'escriptori pot guanyar part dels beneficis publicitaris si inclou aquest servei en el seu programa.
Al novembre, la companyia va llençar "New Twitter" per a tots els usuaris. Era una nova edició que permetia veure imatges i vídeos sense sortir de l'aplicació en fer clic a tuits que contenien enllaços. A més, va canviar els enllaços per mencionar i retuitar.
Una curiositat de l'any 2010 és que, el 22 de gener, es realitzà el primer missatge de Twitter fora de la Terra sense assistència per l'astronauta de la NASA T. J. Creamer des de l'Estació Espacial Internacional.
Com ja hem vist a través de l'exemple de la conferència South by Southwest Interactive, molts dels usos de Twitter augmentaren durant esdeveniments destacats. Durant la copa mundial del FIFA 2010, es va establir un rècord quan després que el Japó anotés contra Camerun el 14 de juny, els fans van escriure 2.940 tuits per segon. Quan el cantant nord-americà Michael Jackson va morir el 25 de juny de 2009, els servidors de Twitter es van estavellar després que els usuaris actualitzessin el seu estat per incloure les paraules "Michael Jackson" a un ritme de 100.000 tuits per hora. Aquests són clars exemples de l'augment dels usos durant esdeveniments.
l 5 d'abril de 2011, Twitter va provar una nova pàgina d'inici i va eliminar el "que s'anomenava "vell twitter". Aquesta va portar certs problemes i no es va reintroduir fins al 20 d'abril del mateix. A finals d'any, es va introduir el disseny "Fly", que permetia una navegació més ràpida i senzilla pels usuaris. Al mateix temps, es van introduir les pestanyes de "connecta" i "descobreix" alhora que es redissenyaren el format dels perfils i la cronologia. El disseny d'aquest va ser comparat amb el de Facebook.
El març de 2012, Twitter anuncià que tenia prop de 140 milions d'usuaris i 340 milions de tuits al dia. El nombre d'usuaris va augmentar un 40% respecte a les dades obtingudes el setembre de l'any anterior. A finals d'any, el número d'usuaris mensuals actius havia superat els 200 milions.
El 5 d'octubre de 2012, Twitter, va adquirir una empresa de videoclips anomenada Vine que es va llançar finalment el gener de 2013. Aquesta permetia als usuaris crear i compartir clips de sis segons en bucle.
El gener de 2013, Twitter va adquirir Crashlytics per tal de construir els seus productes per a desenvolupadors de mòbils. El 12 de setembre, Twitter va anunciar que havia presentat la documentació a la SEC abans d'una prevista sortida a borsa.
El 29 d'octubre de 2014, Twitter va anunciar una nova associació amb IBM que pretenia ajudar a les empreses a utilitzar les dades de Twitter per entendre els seus clients, empreses i altres tendències.
Al març de 2015, Twitter llança Periscope, una aplicació en què es poden emetre vídeos en temps real. Just un any després, en el primer aniversari d'aquest llançament, s'havien realitzat més de 200 milions d'emissions en directe. Aquest mateix any, es van desenvolupar canvis en la pàgina principal de Twitter.com.
El juliol de 2018, la companyia va realitzar el seu primer exercici de purga, o neteja de comptes falsos. L'objectiu de l'exercici va ser restablir la transparència de la xarxa social en cerca d'una millor conversa entre usuaris reals. La purga es va dur a terme en aquells comptes que apareguessin com "congelades o restringides", donant l'oportunitat als seus propietaris que no funcionessin com bots, de confirmar la contrasenya i resetejar-la.
El 2019, Twitter va redissenyar la interfície d'usuari una altra vegada. Aquest "nou Twitter" més recent es va desplegar de manera gradual.
Durant el transcurs de l'any 2020, Twitter experimentà un creixement una mica dramàtic, possiblement per causes relacionades amb la pandèmia COVID-19 i la desinformació sobre aquesta. Aquest mateix any, va anunciar-se que, al març, es començaria a marcar tuits que podien tenir informació enganyosa i, en alguns casos, proporcionaria enllaços a pàgines d'informació de comprovació de fets.
L'octubre de 2022, Twitter fou comprada per Elon Musk, qui pagà 44 mil milions de dòlars per adquirir la plataforma, i acomiadà els principals directius. Es va mantenir com a director executiu fins a maig del 2023, moment en el qual va delegar el càrrec per passar a ser-ne president executiu i director de tecnologia.

## Adquisició d'Elon Musk
El 4 d'abril de 2022 l'empresari estatunidenc Elon Musk va revelar que el 14 de març havia comprat el 9,1% de Twitter per 2640 milions de dòlars, fet que el convertia en el major accionista de la companyia. En resposta, les accions de Twitter van pujar fins a un 27%, experimentant la major pujada intradiària des de l'eixida a bossa de Twitter en 2013. A Musk se li va oferir un lloc en el consell d'administració de Twitter com a part d'un acord que li prohibia adquirir més del 14,9% de la companyia, però Musk va decidir no unir-se al consell abans que el seu nomenament es fera efectiu el 9 d'abril.
L'adquisició definitiva es va dur a terme el 27 d'octubre de 2022 amb la presència de la Comissió de Borsa i Valors. El mateix dia va acomiadar a 4 executius d'alt rang (Parag Agrawal, Ned Segal, Vijaya Gadde i Sean Edgett) i va redefinir els nous objectius de l'empresa. Es pretén que la civilització tingui una plaça digital per a tothom, on es fomenti el debat lliure. D'aquesta manera, es volen eliminar multitud de comptes de spam i revertir el bans a antics usuaris (Donald Trump, negacionistes de la Covid-19...). Per això se l'ha anomenat el "free speech absolutist", tot i que ell ha assegurat que no vol que es converteixi en una cambra d'odi i divisió, on la gent descarregui la seva fúria i no hi hagi conseqüències. D'altra banda, també té pensat noves maneres d'explotar la rendibilitat econòmica de Twitter relacionada amb la plataforma "X, the app for everything".

## Perfil dels usuaris que utilitzen Twitter

### Contingut dels tuits
L'empresa de recerca de mercat Pear Analytics, amb seu en San Antonio (Texas), va analitzar 2.000 tuits (procedents dels Estats Units i en anglès) durant un període de dues setmanes d'11.00 a p a 5.00 (CST) a l'agost de 2009 i els va separar en sis categories:
- Xerrameca sense sentit – 40 %
- Converses – 38 %
- Retuits (RT) o missatges repetits – 9 %
- Autopromoció – 5 %
- Missatges escombraries (spam) – 4 %
- Notícies – 4 %

La investigadora de xarxes socials Danah Boyd va respondre a l'estudi argumentant que un millor nom per al que els investigadors de Pear van dir "xerrameca sense sentit" podria ser "brunyiment social" o "sensibilització perifèrica" (que explica com les persones "volen saber què pensen, fan i senten les persones del seu voltant, fins i tot quan la presència no és viable").

### Visites
Twitter ha estat entre els deu llocs web més visitats del món segons el lloc web Alexa. Les estimacions diàries d'un usuari poden variar ja que la companyia no publica estadístiques sobre els comptes actius. A febrer de 2009 el blog Compete.com va qualificar a Twitter com la tercera xarxa social més visitada basant-se en el contingut 6 milions de visitants únics i 55 milions de visites mensuals. El març de 2009, Nielsen.com va qualificar a Twitter com una de les webs amb major creixement estimat per a febrer de 2009. Twitter creixia anualment un 1382 %, passant de 475 000 visitants únics al febrer de 2008 a 7 milions al febrer de 2009. Va ser seguit per Zimbio amb un augment del 240 % i Facebook amb un 228 %. No obstant això, Twitter té una taxa de retenció de l'usuari d'un 40 %.

### Demografia
Durant els dos primers anys d'existència, la plataforma va atreure usuaris de 35 anys d'ara endavant, provinents d'entorns professionals, comercials i espais de notícies, només fins que Twitter va començar a guanyar popularitat i el públic va augmentar (exactament al maig de 2009) el nombre d'adults joves va augmentar i amb això el rang d'edats entre els usuaris va canviar a 35 anys i menors.
La major part dels usuaris que usen Twitter són adults majors que no han utilitzat un altre lloc social amb anterioritat, va dir Jeremiah Owyang, analista industrial encarregat d'estudiar els mitjans de comunicació social. "Els adults s'estan posant al dia en allò que els joves porten anys fent", va dir.
Solament l'11% dels usuaris de Twitter tenen entre 12 a 17 anys, segons comScore.
El lloc web de comScore atribueix això als "primers passos" de Twitter quan el microblogging va guanyar popularitat en entorns de negocis i mitjans de notícies, adoptant inicialment un perfil molt madur. No obstant això, comScore en els últims temps ha pres nota que, com Twitter ha començat "a ser més divulgada, juntament amb ell va venir una cultura de la celebritat com Ashton Kutcher, Paris Hilton i Shaquille O'Neal, que s'han unit a les files dels Twitterati.
Segons un estudi realitzat per Semiocast el 2012, analitzant 383 milions de comptes creats abans d'aquest any, els països amb major nombre d'usuaris en Twitter són els Estats Units (107,7 milions), el Brasil (33,3 milions), el Japó (29,9 milions), Regne Unit (23 milions), Indonèsia (19 milions), l'Índia (12 milions), Mèxic (10,5 milions), Filipines (8 milions), Espanya (7,9 milions) i el Canadà (7,5 milions).
D'altra banda, els països amb major penetració de la xarxa social són Aràbia Saudita, Indonèsia, Espanya, Veneçuela i l'Argentina.

#### ElsTwitstars
Des que Twitter va guanyar major popularitat, moltes celebritats des de personatges destacats fins a alguns actors de Hollywood es van unir al microblogging. A partir d'això, als tuiteros més coneguts (terme popular usat per a referir-se a un usuari de Twitter) se'n diu tuitstars, i són en conseqüència usuaris molt llegits i influents.
Aquesta popularitat entre usuaris els permet capitalitzar els seus tuits per mitjà de llocs com Klout, que calcula de manera automàtica l'impacte dels individus en la web per mitjà d'algorismes que es basen en la quantitat de seguidors en Twitter i les connexions que es fan amb Facebook, i així poder vendre la informació a potencials anunciants o signatures que busquin persones que influeixin online. D'igual forma anunciants i companyies paguen a tuiteros famosos perquè promoguin les seves marques.
Alguns periodistes i escriptors s'han sumat a la tendència Twitter, orientant les eines del microblogging en favor de les notícies, la poesia o la narrativa mateixa. Tal és el cas de J.K. Rowling, Mateo Cuenca, Roderick Gordon, Nach Reinaldo, Anne Rice, Paulo Coelho, Lucca Chiaramello, Arturo Pérez-Reverte, Laura Gallego, Federico Moccia i Ernesto Fucile, triat com a Millor Escriptor en els "Premis Twitter 2011" al costat de l'editorial Libros del Zorro Rojo i el lloc literari Qué leer.
La gran majoria dels tuitstars capten l'atenció dels usuaris de Twitter i es destaquen en el sidebar de Temes del moment (en anglès, "trending topics"), a diferència dels tuiteros que s'encarreguen a escriure la seva vida quotidiana cada minut, i generalment són persones que no compten amb massa seguidors.

## Aspecte i característiques principals

### Tecnologia
La interfície web de Twitter està escrita en Ruby on Rails, i els missatges es mantenen en un servidor que funciona amb programari programat en Scala i a més disposa d'una API oberta per a tota mena de desenvolupadors, la qual cosa suposa un gran avantatge per a tots aquells que vulguin integrar Twitter com un servei tant en altres aplicacions web com en aplicacions d'escriptori o mòbils. Segons Biz Stone, més del 50 per cent del nostre trànsit arriba a través del nostre API. Així i tot, a causa dels seus problemes tècnics i d'escalabilitat, és possible que Twitter abandoni Ruby on Rails com la seva framework de desenvolupament per a començar un nou basat en PHP. No obstant això, Evan Williams aviat va desmentir aquesta informació en un tuit que va enviar l'1 de maig de 2008.

#### Interfície
Twitter ha estat comparat amb els clients web basats en Internet Relay Xat (IRC).

Steven Berlin Johnson descriu la mecànica bàsica de Twitter com "molt simple".
Com a xarxa social, Twitter gira entorn del principi dels seguidors. Quan vostè tria seguir a un altre usuari de Twitter, els tuits d'aquest usuari apareixen en ordre cronològic invers, en la pàgina principal de Twitter. Si vostè segueix a 20 persones, veurà una mescla de tuits desplaçar-se cap avall de la pàgina: actualització sobre el desdejuni de cereals, nous enllaços d'interès. Recomanacions de música, fins i tot reflexions sobre el futur de l'educació.

#### Eines per a afegir i seguir continguts
Hi ha gran quantitat d'eines per a afegir contingut, monitorant missatges i converses, entre les quals estan incloses Tweetdeck, Salesforce.com, Hootsuite, Metricool, Postcron o Twitterfeed. Menys de la meitat dels tuits es manen usant la pròpia web del servei amb la major part d'usuaris tuitant des d'aplicacions de tercers (basat en una anàlisi de 500 milions de tuits fet per Sysomos).
També hi ha bots que permeten la descàrrega de vídeos o recordar a usuaris de determinats tuits quan són mencionats. Exemples inclouen Video Downloader bot i Remind Me of This Tweet, amb la versió espanyola “Recuérdame Bot”.

### Logotip
Twitter s'ha convertit en una aplicació identificable internacionalment pel seu logotip d'ocell signat anomenat "Twitter Bird". El 2009, el fundador Viz Stone juntament amb l'ajut del dissenyador Philip Pascuzzo, va dissenyar un nou logotip que va donar lloc a un dibuix animat d'aus. Aquest va passar per diverses modificacions fins que, l'any 2012, Douglas Bowman va crear-ne una versió més simplificada mantenint, però, la sòlida silueta de l'ocell. Aquest nou logotip es va anomenar simplement "Twitter Bird" i, des de llavors, s'ha utilitzat com a marca de la companyia.

### Tweets (piulades en català)
Els tuits són visibles públicament per defecte, però hi ha la possibilitat de restringir l'enviament de missatges als seus seguidors. Els usuaris poden silenciar els usuaris amb els quals no volen interactuar i impedir que els comptes visualitzin els seus tuits. Els usuaris poden subscriure's als tuits d'altres usuaris. Això es coneix com a "seguidor" i els subscriptors es coneixen com a "seguidors"  o "tweeps", una combinació de la paraula Twitter i "peeps". Els usuaris poden reenviar tweets individuals al seu propi feed, un procés conegut com a "retuit". També poden "m'agrada" a tuits individuals i afegir-ne a un llistat, anomenat "preferits" i que no és públic.
Els usuaris poden agrupar missatges sobre un mateix tema mitjançant l'ús d'etiquetes de coixinet – paraules o frases iniciades mitjançant l'ús d'una "#" (coixinet) conegudes com a "hastag", el seu nom original en anglès i el que s'utilitza normalment en Twitter. De manera similar, la "@" (arrova) seguida d'un nom d'usuari s'usa per a esmentar o contestar a altres usuaris. Per a tornar a postejar un missatge d'un altre usuari, i compartir-lo amb els propis seguidors, la funció de retuit es marca amb un "RT" en el missatge.
A la fi de 2009 es va afegir l'opció de llistes, fent possible el seguir (així com esmentar i contestar) llistes d'usuaris en comptes d'usuaris individuals.
En maig de 2020, es va incorporar una nova funcionalitat que permet limitar qui pot contestar als tuits de les persones. D’aquest mode, abans de publicar un tuit l'usuari pot escollir entre les següents opcions: “tothom hi pot respondre”, “persones que segueixes” o “només les persones que mencionis”.
Cal destacar que una queixa constant pels usuaris de Twitter és la manca d'un botó que permeti editar els tuits. El 2 de juliol de 2020 el compte oficial de Twitter va arribar a bromejar que “podreu tenir un botó d'editar quan tot el món porti mascareta”. No obstant això, durant un Q&A amb la revista Wired, el CEO Jack Dorsey afirmà que és probable que mai l'incorporin, atès que volen preservar l'essència de la xarxa social, que en els seus orígens fou una plataforma de missatges SMS.

#### Límit de caràcters
Els missatges van ser fixats a 140 caràcters màxim per a la compatibilitat amb els missatges SMS, introduint la notació de la taquigrafia i l'argot d'Internet comunament usada en els SMS. El límit de 140 caràcters també ha portat a la proliferació de serveis de reducció de URLs, com bit.ly, goo.gl, i tr.im, i web d'allotjament de material, com Twitpic, memozu.com i NotePub per a pujar material multimèdia i textos superiors a 140 caràcters. L'11 de juny de 2015, Twitter anunciava que aquesta restricció de caràcters s'eliminaria en els Missatges privats a partir de juliol del mateix any, quedant el límit establert en 10.000 caracteres.
El 2017 Twitter ha ampliat el límit de 140 caràcters en els tuits a 280.

#### Missatges SMS
A través de SMS, els usuaris poden comunicar-se per cinc números passarel·la curts, pels Estats Units, el Canadà, l'Índia, Nova Zelanda, i un codi per a Illa de Man per a ús internacional. També hi ha un codi curt per al Regne Unit que només és accessible si amb Vodafone, O240 i Orange. A l'Índia, des que Twitter només suporta tuits escrits des de l'operadora Bharti Airtel, una plataforma alternativa anomenada smsTweet es va crear que és accessisble en totes les plataformes. Una plataforma similar anomenada GladlyCast existeix a Singapur, Malàisia i Filipines.

#### Implementació d'Ideogrames al text
A mitjan 2014, Twitter va afegir el codi obert d'ideogrames, i la possibilitat d'integrar en els missatges emojis a més del text pla que han revolucionat aquesta xarxa social.
A part des de juny del 2014 amb la celebració del mundial de futbol al Brasil la companyia ha habilitat nous dissenys similars als emojis anomenats en anglès custom Twitter emojis (també coneguts com a «hashflags») que són ideogrames fabricats pel projecte de codi obert d'emoji "twemoji" que no fan part del codi estàndard Unicode, que funcionen per a commemorar alguns esdeveniments i promocions.
Des de juny del 2016 la companyia ha implementat una altra manera d'incentivar el públic a continuar usant els emojis per al contingut web de Twitter amb la funció d'afegir «stickers» a les imatges pujades a aquesta plataforma web social pels usuaris.

#### Peus de foto[85]
El dimarts 29 de juliol de 2016, Twitter va introduir una funció per millorar l'accessibilitat de les persones amb discapacitat visual. Es pot afegir opcionalment a cada imatge un títol amb una longitud de fins a 420 caràcters. Es pot accedir a aquest títol mitjançant el programari de lectura de pantalla o posant el ratolí a sobre d'una imatge dins de TweetDeck.

#### Enquestes
El 2015, Twitter va començar a desplegar la capacitat d'adjuntar preguntes d'enquesta als tuits. Les votacions estan obertes fins a 7 dies i els votants no són identificats personalment. Al principi, les enquestes només podien tenir dues opcions amb un màxim de vint caràcters per opció. Més tard, es va afegir la possibilitat d'afegir quatre opcions amb un màxim de 25 caràcters per opció.

#### Fils
Els fils (threads en anglès i fils en català) són una funcionalitat de Twitter que permeten agrupar visualment diversos tuits. Quan aquest es crea, apareix la icona “+” que permet afegir un altre missatge, i així successivament. D’aquesta manera, el límit establert de 280 caràcters pot ser augmentat i l'usuari pot expressar el que vol amb major precisió. D’altra banda, el seu ús s’ha estès a l'àmbit periodístic, cosa que ha resultat en una manera més eficaç i concisa de comunicar notícies. Això ha contribuït a l'alçament de Twitter no només com a xarxa social, sinó també com a mitjà de comunicació. De fet, és cada vegada més comú que les persones consultin primer Twitter per comprovar la veracitat d'alguna notícia, ja que sol ser un dels primers llocs on aquestes són reportades.
Atès que la majoria són molt extensos, existeixen eines com Thread Reader App, un bot que permet desplegar-les i llegir-les fàcilment. Per aplicar els seus serveis, l'usuari pot anar a la pàgina web i inserta la URL del fil, o respondre al fil amb la paraula clau “unroll”, sempre mencionant el compte de Twitter del software.

#### Previsualització d'imatges
El setembre de 2020, l'usuari de Twitter Colin Madland es va adonar que el sistema de videoconferències Zoom no mostrava el cap del seu company de color, el qual tenia un fons virtual activat. Així doncs, quan va denunciar el problema per Twitter, va descobrir que el sistema de previsualització d'imatges de Twitter dona preferència a les cares de persones blanques, vers aquelles de color. A partir d'aquella troballa, múltiples usuaris de Twitter van començar a fer provatures penjant imatges tant de persones blanques com de color i col·locant-les en posicions vàries. També van incloure personatges ficticis. Els resultats van ser decebedors, però no sorprenents, ja que en tots els casos es mostrava només la cara de la persona blanca. Cal tenir en compte, a més, que Twitter no és l'única plataforma que presenta aquest problema, ja que també ha hagut controvèrsies amb l'algoritme de Google.
No obstant això, existeix una explicació. La realitat és que el sistema de Twitter prioritza les imatges amb major contrast, ja que hi ha estudis que han comprovat que són les zones que atrauen més atenció. D’aquesta manera, les persones amb pell blanca solen aparèixer centrades. De totes maneres, Twitter va prendre consciència del problema i el cap de tecnologia de l'empresa Parag Agrawal va dir en un tuit que el sistema requeria millores.

#### Avisos de credibilitat
Amb l'objectiu de disminuir la propagació de fake news i informació potencialment enganyosa, i sota la pressió de diverses crítiques, en 2020 la plataforma decidí implementar una etiqueta que alertés sobre informació poc creïble. D’aquesta manera, incorporaren l'important fact checking utilitzat pels mitjans de comunicació.
Hi ha tres tipus de continguts que poden rebre els ja mencionats avisos: informació enganyosa (misleading information), declaracions no verificades (unverified claims) i declaracions disputades (disputed claims).
Durant l'inici de la pandèmia de 2020, quan els ciutadans no sabien molt, la desinformació a través de les xarxes socials va augmentar molt. Així doncs, molt tuits amb informació incompleta o disputada sobre la COVID-19 contenen el següent missatge: Get the facts about COVID-19, amb enllaços que redirigeixen a informació addicional verificada.
Durant les eleccions estatunidenques de 2020, el president Donald Trump va fer una sèrie d'afirmacions falses i Twitter va afegir l'avís «Alguna part o tot el contingut d'aquest Tweet ha estat objectat i pot ser enganyós respecte una elecció o un altre procés cívic» (en anglès «This claim about election fraud is disputed») sota molts dels seus tuits. Així va contribuir a la transformació del missatge en un mem d'internet.
El novembre de 2020, els usuaris van començar fer-lo servir paròdicament com a plantilla, substituint-lo amb citacions hipotètiques de personatges històrics com Galileo.

### Comptes verificats
Al juny del 2009, després de ser criticat per personalitats com Kanye West i Tony La Russa, Twitter va llançar el seu programa «Comptes verificats». La companyia va explicar que un compte amb una insígnia de verificació anomenada «tick blue» vol dir que ells mateixos han estat en contacte amb la persona o l'entitat del compte i han verificat que està aprovat. Així mateix, no s'accepten sol·licituds de verificació del públic en general. L'estat verificat permet l'accés a algunes funcions que no són disponibles per a la resta d'usuaris, com per exemple, només veure mencions d'altres comptes verificats.
L'any 2016, Twitter va anunciar la possibilitat de realitzar una sol·licitud pública per concedir l'estat de verificació a un compte si es determinava que era d'interès públic.
Avui dia, arran de la compra de la plataforma per part del magnat Elon Musk, el sistema de verificació s'ha vist modificat. La compra de l'empresari Estat Unidense, va suposar l'aparició del sistema Twitter Blue, una opció de verificació a l'abast de qualsevol, arran d'una transacció monetària. A més, Twitter compta amb un altre sistema de verificació dissenyat per a empreses, on es fidelitza l'originalitat d'aquestes.

### Autenticació
A 31 d'agost de 2010, les aplicacions de tercers de Twitter han d'emprar OAuth, un mètode d'identificació que no requereix que l'usuari doni la seva contrasenya a l'aplicació. Anteriorment, la identificació per OAuth era opcional, ara és obligatòria i el mètode d'autenticació nom d'usuari/contrasenya s'ha quedat obsolet i ja no és funcional. Segons Twitter el canvi a OAuth significaria «un augment de la seguretat i una millor experiència».

### Moments
És una funcionalitat de Twitter llançada l'any 2015 però disponible per a tots els usuaris des d'octubre de 2016. Consisteix en una pestanya dins de l'aplicació, que s'identifica amb un raig celeste, que permet a l'usuari veure els tuits dels comptes que segueix en funció de la "rellevància personalitzada" per ell mateix. Aquesta pestanya requereix la configuració manual per part de l'usuari, en funció dels seus gustos i interessos, i exposa les històries més rellevants per a cada compte en particular. S'actualitza en temps real igual que el feed de notícies de l'aplicació.

### "Fleets"[111]
L'any 2020, Twitter, va introduir una prova que permetia l'opció de poder realitzar històries com les d'Snapchat i Instagram. Aquesta nova característica s'anomenava "fleets", que significa flotes. Això és a causa de la idea que, aquesta acció, permet a l'usuari compartir textos, imatges i vídeos en una flota que desepareixarà al cap de 24 hores. Es va llençar per primera vegada el mes de març a Brasil i el juny a la índia. Finalment, el 17 de novembre de 2020 es va llençar la funció de manera oficial. Aquest fet va ser la base de molts acudits i publicacions a la mateixa xarxa social.
Un element essencial d'aquesta opció és que només està disponible en les aplicacions mòbil de Twitter.
Una de les característiques de "fleets" és que et permet compartir idees momentànies sense reaccions públiques. Per tant, no es poden rebre "retweets", respostes públiques ni "m'agrades". El que si que es pot és respondre mitjançant un missatge privat. Alhora, els autors del contingut poden saber qui ha vist les seves publicacions.
El seu funcionament és molt senzill. Els fleets dels usuaris que segueixes, t'apareixen a una barra superior a la pàgina d'inici. A més, qualsevol persona que pugui veure els teus tweets, també podrà mirar els fleets clicant a la foto de perfil a la pàgina del perfil. Si els tweets estan protegits, els fleets també. Crear un fleet i publicar-lo es pot realitzar de manera ràpida i fàcil. S'ha de clicar a l'icona de "creació de fleet", redactar la publicació o introduir-hi imatges, vídeos o gifs i clicar el botó fleets. 

## Problemes de Twitter

### Sobrecàrregues
Quan la xarxa sofreix una sobrecàrrega, mostra l'advertiment Fail Whale (literalment, Fallada de la Balena), que és un missatge d'error d'imatge creat per Yiying Dl., que mostra a uns ocells vermells tractant d'aixecar a una balena amb unes sogues en l'oceà, amb el text "Massa tuits! Si us plau, esperi un moment i torni a intentar-lo."
Un dels problemes va sorgir durant la Macworld Conference & Expo de 2008, on milers de mitjans van aprofitar aquest sistema de microblogging per a donar a conèixer a tothom el que allí estava succeint, quedant aquest fora de línia.
El 12 de juny de 2009, l'identificador únic associat a cada tuit va superar el límit de 32 bits. Mentre que Twitter en si mateix no es va veure afectada, alguns clients de tercers van trobar que ja no podien accedir als últims tuits. Els pegats es van alliberar ràpidament, encara que algunes aplicacions per a l'iPhone havien d'esperar a l'aprovació de l'App Store. El 22 de setembre, l'identificador va tornar a superar els 32 bits, i va afectar novament els clients de tercers.
Twitter va sofrir la seva major sobrecàrrega el dia 26 de juny de 2009 amb motiu de la mort de Michael Jackson, la qual cosa va ocasionar la xifra d'uns 456 tuits per segon (més de 27 000 tuits per minut), establint un nou rècord en aquell moment, i fent impossible la connexió permanent a Twitter.
El 6 d'agost de 2009, Twitter i Facebook van tenir errors en els seus serveis, i el lloc web Twitter va estar fos de servei durant diverses hores. Més tard es va confirmar que els atacs van ser dirigits en un pro-Geòrgia, durant l'aniversari de la Guerra d'Ossètia del Sud de 2008, i no en els llocs esmentats.

### Infecció massiva de virus
El 21 de setembre de 2010 va haver-hi un atac massiu a Twitter mitjançant un cuc anomenat Rainbow (el nom es deu al fet que l'atac va sorgir a través d'un compte creat amb aquest nom), el qual afecta els usuaris que operin a través de la web twitter, com mitjançant una vulnerabilitat XSS (Cross-Site Scripting) per a robar les seves cookies. El procediment és el següent: es rep un missatge amb una cadena estranya i, en passar per damunt amb el punter, ocorren diverses possibilitats, com és el cas d'enviar la mateixa cadena a tots els seguidors, aparèixer quadres negres en comptes de diàleg o redirigir a qualsevol persona que visiti el teu perfil a una pàgina web; aquest últim punt és el més perillós, ja que, després del redireccionament a una altra web, aquesta podria infectar el nostre ordinador (es podria fer un RT del codi, i així la URL implicada podria usar tècniques de Drive-by-Download).

## Termes utilitzats
A causa de la gran popularitat de Twitter, els termes nats del microblogging van anar variant en les seves diferents traduccions. Els termes principals es van castellanitzar de manera no oficial. La variació no es va deure a la implantació multilingüe de Twitter, sinó en la cerca de la facilitat en la pronunciació de la major part dels seus termes.
| Terme original      | Terme acceptat al Termcat                     | Altres formes populars |  |
| ------------------- | --------------------------------------------- | ---------------------- |  |
| twitter             | piulador -a piulaire, tuitaire, tuitejador -a | twitter -a twittaire   |  |
| Twitter             | Twitter                                       | -                      |  |
| follower            | seguidor -a                                   | —                      |  |
| following           | seguint                                       | segueix                |  |
| tweet               | piulada tuit                                  | twit piulet            |  |
| update              | actualitzar                                   | refrescar              |  |
| trending topic (TT) | Tema del moment                               | —                      |  |
| tweetup             | reunió de piuladors                           | —                      |  |
| direct message (DM) | missatge directe                              | —                      |  |
| retweet (RT)        | repiular retuitejar                           | retwittar retuitar     |  |
| thread              | fil                                           | —                      |  |

## Conservació dels missatges
Malgrat que hi ha programes i empreses que es dediquen a esborrar missatges dels clients, els missatges es conserven.
A més, des del 2010 els responsables de Twitter han donat a la Biblioteca del Congrés dels Estats Units els missatges públics publicats tant si havien estat esborrats pels usuaris com si no. La institució cultural deixà de recol·lectar twits a principis de gener, tenint en la seua col·lecció els twits fets des dels inicis de Twitter fins al 2017.

## Usos
Twitter ha estat usada per a una varietat de propòsits en diferents indústries i situacions.

### Periodisme
Amb l'eficaç sistema d'alertes de Twitter, la secció Trending Topics i la gran presència de periodistes i mitjans de comunicació, l'ús periodístic de la plataforma és cada vegada més intens. S’ha establert, per tant, com una font informativa més en el món mediàtic. La secció “Explorar” és un clar exemple de la voluntat informativa de Twitter, ja que incorpora últimes notícies de sectors com l'esport i l'entreteniment.
La seva gran capacitat d'abast també ha permès el contacte amb testimonis, així com l'obtenció d'informació sobre familiars perduts. És tal el cas de Sanelisiwe Sani Xaba de Sud-àfrica, que va arribar a trobar el seu germà, al qual mai havia conegut, amb l'ajut de la xarxa social. Així doncs, és un mitjà idoni per la recol·lecció de testimonis i experiències de manera immediata.
D’altra banda, gràcies a la funcionalitat que permet la retransmissió de vídeos en viu, s’ha facilitat el reportatge de notícies al moment, com ara esdeveniments esportius i eleccions presidencials.
La xarxa també es pot utilitzar per a fer entrevistes, com la realitzada a John McCain, excandidat presidencial dels Estats Units. En espanyol, Diariomedico.com realitza 'twitterviews'en anglès i en castellà des de desembre de 2008, de les quals posteriorment publica un resum (sempre en castellà).

### Política i activisme
Encara que es dubta de la seva finalitat i de la utilitat de Twitter, el seu creixent nombre de seguidors ha demostrat que Twitter és un dels líders en el sector del microblogging, entre altres serveis com Jaiku, que disposa del suport de Google. En 2009, Google va decidir alliberar el codi de Jaiku, i deixar el desenvolupament en mans del món open-source. Els usos més coneguts són: el seguiment d'esdeveniments en directe, la retransmissió de xerrades i ponències a les quals poca gent té accés, l'intercanvi d'opinions durant un esdeveniment en el qual la gent assisteix com a públic o fins i tot comentaris sobre pel·lícules o debats retransmesos per la televisió. Per exemple, a Espanya el debat de Rodríguez Zapatero i Rajoy durant les eleccions generals d'Espanya (2008) es va seguir molt de prop amb intercanvi d'opinions a través de Twitter. A Mèxic, el 2010 s'han desenvolupat veritables debats via Twitter, per exemple entre el secretari del Treball, Javier Lozano Alarcón, i el diputat Luis Videgaray. Una vegada els habitants d'Edmon, Oklahoma, els Estats Units es van reunir i en aquesta xarxa van publicar les coordenades d'un tornado que passava per aquesta ciutat el 31 de març de 2008.
Per exemple, va ser usada per a organitzar protestes, a vegades referides com «Twitter Revolutions», entre les quals es troben la revolució egípcia de 2011, la revolució tunisiana, les protestes electorals a l'Iran de 2009 i les protestes antigovernamentals a Moldàvia de 2009. Els governs de l'Iran i Egipte van bloquejar el servei com a represàlia. El servei també es va utilitzar com una forma de desobediència civil: en 2010, els usuaris van quedar indignats pel Twitter Joke Trial, on Paul Chambers feia broma amb llançar una bomba a l'aeroport Robin Hood Doncaster Sheffield, i en el debat britànic privat en el mateix país un any després, on diverses celebritats que han pres ordre anònimes, més notablement el jugador Ryan Giggs del Manchester United FC, on van ser identificats per milers d'usuaris en protesta pel periodisme tradicional sent censurat.
Després de reclams en els mitjans que les etiquetes de coixinet #wikileaks i #occupywallstreet van ser censurats perquè no es va presentar en la llista dels temes del moment del lloc, Twitter va respondre declarant que no censura etiquetes de coixinet tret que continguin obscenitats.
El 15 d'octubre de 2017, l'actriu nord-americana Alyssa Milano va publicar un tuit que inicià el moviment #MeToo, campanya que protesta contra l'abús sexual: “si has estat assejtada o abusada sexualment, escriu ‘jo també’ com a resposta a aquest tuit”. El seu impacte va ser tal que personalitats públiques com Reese Witherspoon, Charlize Theron, Lady Gaga i Patricia Arquette, entre d'altres, es van unir. Totes aquestes van confessar haver estat víctimes d'abús sexual. Així doncs, va marcar una nova era feminista en la indústria cinematogràfica, ja que va donar llum a nombroses agressions del productor Harvey Weinstein, denunciades per Ronan Farrow en un article publicat cinc dies abans pel New York Times.
En juny de 2020, el moviment antiracista Black Lives Matter (BLM) va tornar a cobrar vida arran de l'assassinat a mans de la policia de George Floyd. Conjuntament amb les nombroses protestes realitzades arreu de tot el món, però sobretot als EUA, la plataforma de Twitter va ser un gran mitjà conscienciador enmig d'aquella atmosfera social tensa.

### Ciències
En l'àmbit científic s'ha reportat l'ús de twitter per a difondre articles científics i promoure la connexió entre professionals, així com un ús creixent en congressos mèdics.

### Entreteniment i cultura popular
L'ús de Twitter s'ha incrementat en el món de la televisió, fent-la més interactiva i social. A vegades, aquest efecte és referit com una «congelador virtual» o una televisió social. Twitter ha estat usat reeixidament per a animar gent a veure televisió en viu d'esdeveniment, com els premis Óscar, i els premis MTV Vídeo Music. No obstant això, aquesta estratègia va ser provada de manera menys efectiva amb xou televisius de programació regular. Les promocions creuades directes van ser prohibides en la televisió francesa a causa de regulacions contra publicitat secreta.
És una important estratègia de branding i ha contribuït a trencar les barreres entre artistes i fans, de manera que aquests primers són capaços de comunicar-se directament. No obstant això, el caràcter digital del mitjà permet un fàcil engany que afecta la transparència de les celebritats, ja que existeix la possibilitat de què sigui una persona contractada la que estigui escrivint tots els seus tuits. D’altra banda, l'accessibilitat de Twitter a un gran nombre de persones comporta la publicació de contingut ofensiu que pot arribar a arruïnar la reputació de certes persones, així com afectar la seva salut mental. Igual que les empreses, dels artistes també cal una certa activitat recurrent, atès que de vegades d'ella depenen dels seus ingressos.
El 19 de juny de 2020, una usuària identificada com a Gabby afirmà haver estat manipulada en una relació no consensual amb l'actor Ansel Elgort quan era menor d'edat. Aquest tuit va desencadenar un conjunt de publicacions de moltes dones que van començar a llançar acusacions a altres famosos. La plataforma ha estat, doncs, lloc de caiguda de moltes celebritats a mans de la cultura de la cancel·lació (cancel culture en anglès).
Cal destacar la gran presència dels fans del k-pop, col·loquialment anomenats “k-poppers” en castellà. Aquests es dediquen a seguir viciosament els seus artistes preferits, com ara la banda BTS, l'impacte social de la qual ha estat objecte de molts estudis. A més, publiquen nombroses fan edits i fancams, vídeos amb música realitzats per ells mateixos que compilen clips de contingut divers dels seus ídols. No obstant això, han estat denunciats com a irritants i molestosos per molts usuaris de la comunitat Twitter, però, ja que en moltes ocasions són publicats sota contingut que no guarda cap mena de relació. Alhora, els fans formen una connexió interpersonal a través de la seva passió compartida.

### Empreses
Des de la invenció de les xarxes socials, les empreses s’han adonat del gran potencial en el seu nivell d'abast per promocionar i fer més accessibles les seves marques. Així doncs, els oficis de social media manager o community manager (CM) són ara alguns dels més demanats en el sector de la comunicació. Mitjançant la plataforma que ofereix Twitter, els clients són escoltats i poden transmetre les seves queixes o suggeriments amb major facilitat. Consegüentment, al llarg dels anys s’ha fet visible la necessitat de què la marca en qüestió sigui activa en les xarxes socials i estableixi un diàleg proper amb els seus usuaris.
Aquest diàleg ha de ser molt cuidat, ja que la transparència atorgada per Twitter pot acabar en un desastre de relacions públiques. Va ser aquest el cas d'un sorteig de Qantas Luxury, referit per experts de RRPP com a “potser el major error de relacions públiques d'Austràlia”. Aquest va coincidir amb una situació político-econòmica delicada, amb la qual cosa les reaccions i crítiques negatives d'usuaris de Twitter no van trigar en arribar.
D’altra banda, en agost de 2020, El Corte Inglés va publicar imatges promocionals de la seva campanya de ‘la vuelta al cole’, però van ser interpretades de manera diferent a la intencionada per milers d'internautes. Així doncs, la insistència per part d'aquests en retirar-les va resultar en un comunicat de la marca publicat a Twitter.
Per contra, en 2020, el compte de KFC Espanya va esdevenir viral a causa del to humorístic i el shitposting que contenen els tuits escrits pel CM, el qual va arribar a rebre un augment de sou en arribar als 200.000 seguidors, gràcies a la comunitat de Twitter.

## Perfil de l'empresa i els seus accionistes
La companyia, fundada al juliol de 2006 per Jack Dorsey, Biz Stone i Evan Williams, ha guanyat 35 milions de dòlars entre diversos inversors, en la seva majoria procedents del capital de risc. La nova injecció de capital se suma als 5 milions de dòlars que va aixecar en 2006 o els 15 milions de juliol de 2007, amb què eleva fins als 55 milions de dòlars els fons rebuts des de la seva fundació. Quant a algunes de les entitats fundacionals de la companyia, aquesta ha estat dirigida per Benchmark Capital i Institutional VenturePartners, encara que també ha tornat a reunir a Spark Capital Union, SquareVentures, Charles River Ventures i Digital Garage han repetit en aquesta nova ronda de finançament que permetrà afrontar l'etapa d'explosiu creixement de l'empresa.
Les seves accions van perdre el 62% del seu valor original des que va sortir de la borsa a finals de 2013, fins al març de 2017. Està estancat el creixement d'usuaris i amb problemes greus per incrementar ingressos i assolir rentabilitat.

## Recepció
En 2006, quan Twitter es va llançar sota el nom de "Twttr", Michael Arrington de TechCrunch va comentar que encara que li agradava el servei, va assenyalar que se sentia incòmode amb la característica que els perfils d'usuari eren visibles públicament en aquells dies.

## Twitter en altres idiomes
L'idioma base de Twitter és l'anglès estatunidenc i francès canadenc que el posa l'equip de Twitter. Els altres idiomes els tradueixen els usuaris de manera desinteressada i no lucrativa mitjançant una pàgina que hi ha per a això. La pàgina es diu Translation i és aquesta: http://translate.twttr.com%5BEnllaç+no+actiu%5D Twitter en castellà va ser el primer idioma diferent de l'anglès i el procés de traducció es va completar al febrer del 2008.

### Canvi d'enfocament
Twitter va fer un pas endavant en el seu èmfasi d'estratègia informativa al novembre de 2009 canviant la frase que se'ls presentava als usuaris en enviar un nou missatge de "Què estàs fent?" a "Què està passant?" Entertainment Weekly va col·locar a Twitter en una llista feta a la fi de 2009 sobre el millor de la dècada, dient que "limitar-te a tu mateix a 140 caràcters —el màxim per a missatges en aquesta xarxa social diabòlicament addictiva— és fàcil".

## Censura

### Censura a Twitter
La censura a Twitter ha ocorregut a l'Iran, Turquia, la Xina, Egipte, i Corea del Sud.
A l'octubre de 2017, Twitter prohibeix tota publicitat dels comptes que pertanyen a la televisió RT i l'agència de notícies Sputnik russes. Els serveis d'intel·ligència estatunidenques havien acusat els mitjans de comunicació russos d'haver intentat influir en les eleccions presidencials dels EUA.

#### Iran
Les xarxes socials també estan bloquejades des de 2009. Així, mentre el president de l'Iran té un compte oficial de Twitter on va comentant totes les activitats del seu govern, els ciutadans del seu propi país no poden llegir el que escriu.

#### La Xina
Twitter està bloquejat a la Xina; no obstant això, el poble xinès l'usa de totes maneres. En 2010, una dona xinesa, Cheng Jianping, va ser sentenciada a 1 any de labors campestres per posar un comentari irònic en la web.

#### Turquía
Twitter va ser bloquejat a Turquia la segona setmana del mes d'abril de 2015 en revelar-se fotografies del fiscal d'Istanbul Mehmet Selim Kiraz amenaçat a punta de pistola per partidaris extremistes. Finalment Twitter va accedir a retirar les imatges i eliminar els comptes que van difondre la presa d'ostatges on el lletrat va resultar mort. En aquest marc, el govern de Turquia va aprovar mesures controvertides per a censurar missatges, fotografies i vídeos en Twitter, entre elles la disposició votada pel parlament turc que autoritza el govern a bloquejar comptes o llocs web sense el permís de la justícia.

#### Egipte
Twitter va estar inaccessible a Egipte el 25 de gener de 2011 durant Revolució egípcia de 2011. Alguns mitjans van culpar al govern d'Egipte per bloquejar-lo; i Vodafone Egipte, l'operador de mòbil més gran d'Egipte, va dir que no va ser la seva intenció; no obstant això, les notes de premsa de Twitter no deien que la companyia creia que havia format el bloqueig. A 26 de gener Twitter va confirmar que el servei seguia bloquejat a Egipte.

#### Corea del Sud
L'agost de 2010, el Govern de Corea del Sud va intentar bloquejar alguns continguts en Twitter a causa de l'obertura d'un compte en el servei del govern nord-coreà. El compte nord-coreà creat el 12 d'agost, @uriminzok, traduïda lliurement per a significar "la nostra gent" en coreà, va aconseguir 4500 seguidors de twitter en menys d'una setmana. El 19 d'agost de 2010, la Comissió de Comunicacions estatal de Corea del Sud va bloquejar el compte per emetre "informació il·legal." Segons la BBC, els experts van afirmar que Corea del Nord ha invertit en "informació tecnològica durant més de 20 anys" amb el coneixement de com utilitzar les xarxes socials al seu poder. Això no sembla "res nou" per a Corea del Nord ja que el país sempre ha publicat propaganda en la seva premsa, normalment contra els seus veïns del sud, anomenant-los "bel·licistes". Amb només 36 missatges, el compte va acumular 9000 seguidors. Fins avui, la Comissió sud-coreana ha baneado 65 llocs, incloent aquest compte de Twitter.

### Suposada censura de Twitter a Wikileaks
Al desembre de 2010 es van difondre al·legats per diferents mitjans que deien que Twitter estava intentant que els tuits relacionats amb Wikileaks no convertissin a la web en un tema del moment, malgrat que s'enviaven un gran nombre de tuits parlant sobre Wikileaks a causa de la Filtració de documents diplomàtics dels Estats Units. No obstant això, Twitter va rebutjar qualsevol acusació dient que "Wikileaks i la filtració han estat temes del moment mundial o regionalment."

## Serveis similars
Han sorgit diversos serveis similars però que afegeixen al microblogging altres funcionalitats com la transmissió d'arxius o la notificació d'esdeveniments (e.g., Pownce, Jaiku). De fet el maig de 2007 ja hi havia fins a 111 serveis o aplicacions inspirades en Twitter arreu del món.

## Valoració
A causa de la poca transcendència de molts dels missatges i de la limitació de caràcters que han de tenir, hi ha crítiques i dubtes pel que fa a la utilitat d'aquest servei. Però darrerament han començat a aflorar idees més que interessants al seu entorn. Una innovació clara és la utilització de Twitter per part d'alguns mitjans de comunicació, que permet als lectors rebre les notícies en la seva web, mòbil o al mateix Twitter, i accedir a altres serveis oferts per ells. A partir de 2011 es va posar de moda entre els usuaris de comentar en directe programes de televisió mitjançant aquesta plataforma. També es fa servir cada vegada més en el camp de l'ensenyament, tant en la comunicació entre alumnes i professors com entre membres de les diferents comunitats educatives.
El 2011, Twitter va resultar una eina de gran utilitat per a difondre i organitzar grans moviments de resposta ciutadana.

## Aplicació de Twitter
Tant a l'App Store (per dispositius apple) com a Google Play Store (per dispositius android), Twitter presenta una descripció on presenta informació i fa publicitat de la mateixa aplicació. "Assabenta't del que està succeint en el món ara mateix. Des de notícies d'últim moment, entreteniment, esports i política, fins a grans esdeveniments o interessos quotidians. Si està succeint en algun lloc, podràs veure'l en Twitter. Obtingues els detalls de la història completa a mesura que es desenvolupa, amb tots els comentaris en directe. Sigues part del que tots parlen, i obtingues vídeos, imatges en temps real i Moments directe des de la font. Uneix-te a l'acció: comparteix el que està succeint en el teu món. En Twitter, pots publicar fotos amb adhesius, GIF, vídeos i fins a transmetre vídeo en directe amb el botó de Periscope. No existeix una millor manera de difondre la teva pròpia veu.".
A més, presenta informació bàsica del proveïdor, l'espai que ocupa al dispositiu (120,1 MB), la categoria en què es troba (notícies), la compatibilitat que té amb els diversos dispositius i actualitzacions d'aquests, l'àmplia gamma d'idiomes en la qual es pot descarregar, l'edat mínima per fer ús de l'aplicació (+17), el Copyright i el preu (gratis).
L'aplicació està qualificada amb una puntuació de 4,6 sobre 5, acompanyada per una nombrosa quantitat de comentaris positius i de més de 300 milions, o més, d'usuaris que fan un gran ús d'aquesta.

## Twitter en català
El conseller delegat de Twitter, Dick Costolo, va dir al Mobile World Congress de Barcelona que hi havia la possibilitat de traduir Twitter al català. A principi de 2011 el periodista Albert Cuesta va engegar la campanya #Twitterencatalà dins la mateixa xarxa social, per a fer una petició formal demanant la traducció de la plataforma. Va arribar a gairebé 5.000 signatures de suport. El setembre de 2011 van aparèixer 5 noves versions lingüístiques de Twitter, però no en català. El mes de novembre del 2011 es va publicar un mapa de llengües d'ús on es demostrava que a Catalunya el català superava el castellà en ús a la coneguda xarxa social. Més endavant, el març de 2012, l'empresa va incorporar l'àrab, el persa, l'hebreu i l'urdú als seus idiomes. El juliol de 2012 va incorporar el català (Twitter Web i Twitter versió per a mòbils). El 2014 prop de 160.000 usuaris feien servir la versió en català i el 2015 més de 200.000. El mateix Albert Cuesta reconeix que el poc èxit que ha tingut aquesta versió, comparat amb les expectatives que es van crear al seu voltant, potser perquè en els principals sistemes operatius per a mòbils -Android i iOS- l'aplicació no estava disponible en català. A la fi del mes de febrer del 2016 es va publicar la traducció al català de l'aplicació per a dispositius Ios i en versió beta per a Android. La versió estable per a Android que inclou el català es publicà alguns dies més tard.
Twitter també té un centre de traduccions Arxivat 2016-01-20 a Wayback Machine. on cada usuari és lliure de traduir frases voluntàriament pel seu compte. Per a poder-hi participar, només s'ha de tenir un compte a Twitter i després d'accedir a http://translate.twitter.com. Està disponible al català també la seva traducció, i cada cert temps apareixen noves frases que l'usuari pot traduir al seu idioma o també pot votar altres traduccions d'altres usuaris. Posteriorment, un moderador Arxivat 2016-06-17 a Wayback Machine. acceptarà les traduccions més adequades (o en proposarà una altra frase, expressió o mot). Actualment els projectes principals disponibles per a ser traduïts són: Twitter Web Arxivat 2013-09-20 at the Library of Congress, Twitter mobile, Twitter for Android (agost 2015) i Twitter for iOS (agost 2015). En traduir Twitter, tothom obté una certa classificació en funció de les traduccions aprovades i vots que han sigut validats, i s'aconsegueix al perfil personal de Twitter insígnies de traductor.

## Impacte social
Al maig de 2008, The Wall Street Journal va escriure que les xarxes socials com Twitter «provoca sentiments oposats en la gent de coneixement tecnològic que ha estat des dels primers temps. Els fans diuen que ells han aconseguit mantenir contacte amb els amics ocupats. No obstant això, alguns usuaris estan començant a sentir-se "massa" connectat, com bregar amb missatges de check-in a qualsevol hora, augments de la facturació mòbil i la necessitat de comptar a coneguts per a deixar d'anunciar el que està tenint per al sopar».
L'escriptor de tecnologia Bruce Sterling va opinar en 2007 que usar Twitter per a «comunicació de culte» és «tan probable com encendre una ràdio de Banda Ciutadana o sentir a un tipus recitar la Iliada». Al setembre de 2008, el periodista Clive Thompson va reflexionar en la The New York Times Magazine que el servei ha expandit narcisisme en «una nova i vaig saber metabòlica expressió d'una generació de joves celebritats els qui creïn les seves diferents pronunciacions són fascinants i han de ser compartits amb el món». Per contra, el columnista Steve Dotto de Vancouver Sun va opinar que aquesta part atractiva de Twitter és un va desafiar per a intentar publicar missatges en fortes restriccions, i Jonathan Zittrain, professor de la llei d'Internet a Harvard Law School, va dir que «les qualitats que fan a Twitter semblar inane i mitjà concebuda són els que ho fan més poderosa».
En 2009, Nielsen Online va reportar que Twitter té una rapidesa per a mantenir en activitat a l'usuari de 40%. Moltes persones paren d'usar el servei després d'un mes, per tant, el lloc potser vaig aconseguir potencialment sobre el 10% de tots els usuaris d'Internet. El 2009, Twitter va guanyar el premi Webby Awardcom «Breakout of the Year». Durant una discussió al febrer de 2009 en l'edició setmanal de la Ràdio Nacional Pública, el periodista Daniel Schorr va declarar que els comptes de Twitter manquen de veracitat dels fets i altres millores. En resposta, Andy Carvin va lliurar a Schorrdos exemples d'històries noves que van protagonitzar en Twitter i va dir que els usuaris prefereixen comptes de primera mà i a vegades històries desacreditades. La revista Time va reconèixer el creixent nivell d'influència en la seva llista 2010 Time 100 per a determinar la influència de les persones, usant estadístiques basades en famoses xarxes socials com Twitter i Facebook. La llista va des de Barack Obama i Oprah Winfrey a Lady Gaga i Ashton Kutcher.

### Subcomunitats
Molts usuaris de Twitter han creat petites comunitats entorn d'aquest sistema de nanoblogging, que han arribat a materialitzar-se en el món real. Usuaris d'una localitat o regió realitzen reunions cada cert temps on, a més de conèixer-se, intercanvien opinions, aficions i moltes altres coses. Actualment, també es realitza algun que un altre esdeveniment que no sols comporta socialitzar, sinó també el fet de fomentar, comunicar i difondre el seu ús.
Un exemple el van constituir els comentaris relacionats amb un eventual default del deute dels Estats Units a finalitats de juliol de 2011, tot tipus d'especulacions es van teixir entorn de l'esdeveniment.
L'impacte de Twitter com a mitjà d'informar va derivar en comptes que transformen els missatges en posts anònims (Informer), creades principalment per a universitats i, a causa de l'impacte social que van tenir, es va produir una expansió al seu ús en altres comunitats.
S’ha convertit en una plataforma clau en la creació de subcomunitats com Stan Twitter, Black Twitter, Weird Twitter i diplomatic Twitter. En 2019, Twitter va revelar un estudi de màrqueting que identificà 75 comunitats únicament analitzant la versió de Regne Unit. Examinant l'engagement, es van descobrir les motivacions i elements que mantenen els usuaris en aquelles agrupacions, i es va determinar què busquen de les marques corporatives.

## Estadístiques

### Comptes d'usuari amb una gran base de seguidors
L'any 2020, els comptes amb més seguidors eren:
| Rank | Canvi (mensual) | Nom del compte   | Propietari        | Seguidors (milions) | Activitat                           | País |
| ---- | --------------- | ---------------- | ----------------- | ------------------- | ----------------------------------- | ---- |
| 1    | -               | @BarackObama     | Barack Obama      | 121                 | Ex president dels EUA               | USA  |
| 2    | -               | @justinbieber    | Justin Bieber     | 112                 | Músic                               | CAN  |
| 3    | -               | @katyperry       | Katy Perry        | 108                 | Música                              | USA  |
| 4    | -               | @rihanna         | Rihanna           | 98                  | Música                              | BAR  |
| 5    | -               | @taylorswift13   | Taylor Swift      | 87                  | Música                              | USA  |
| 6    | -               | @Cristiano       | Cristiano Ronaldo | 87                  | Futbolista                          | POR  |
| 7    | -               | @realDonaldTrump | Donald Trump      | 85                  | Ex president dels EUA               | USA  |
| 8    | -               | @ladygaga        | Lady Gaga         | 82                  | Música i actriu                     | USA  |
| 9    | -               | @TheEllenShow    | Ellen DeGeneres   | 80                  | Comediant i amfitriona de televisió | USA  |
| 10   | -               | @ArianaGrande    | Ariana Grande     | 76                  | Música i actriu                     | USA  |

### Comptes més antics
Els comptes de Twitter més antics estan formats per 14 comptes activats el 21 de març del 2006, tots pertanyents a empleats de Twitter en aquell moment i inclosos @jack (Jack Dorsey), @biz (Biz Stone) i @noah (Noah Glass).

### Tweet records
Article: llista de tuits més retuitats.
Una selfie feta per la 86a presentadora dels premis Oscar, Ellen DeGeneres, durant l'emissió del 2 de març de 2014 era, en aquell moment, la imatge més retuitada de la història. Ellen va dir que volia homenatjar el rècord de 17 nominacions als premis Oscar de Meryl Streep establint un nou rècord amb ella i va convidar altres celebritats dels Oscar a unir-s'hi. La foto resultant de dotze famosos va batre el rècord anterior de retuit en quaranta minuts i es va tornar a publicar més de 1,8 milions de vegades la primera hora. Al final de la cerimònia, s'havia retuitat més de 2 milions de vegades; menys de 24 hores després, el número de retuits arribà a més de 2,8 milions. Des del 18 de març de 2014 s'ha tornat a publicar més de 3,4 milions de vegades. El 9 de maig de 2017, Carter Wilkerson (@carterjwm) va batre el rècord d'Ellen en recopilar a prop de 3,5 milions de retuits en poc més d'un mes.
Segons els Rècords Mundials Guinness, el ritme més ràpid per a aconseguir un milió de seguidors el va establir l'actor Robert Downey Jr. en 23 hores i 22 minuts l'abril de 2014. Aquest rècord va ser trencat posteriorment per Caitlyn Jenner, que es va unir a twitter l'1 de juny de 2015, i va acumular un milió de seguidors en només 4 hores i 3 minuts.
El moment més piulat de la història de Twitter es va produir el 2 d'agost de 2013; durant una emissió televisiva japonesa de la pel·lícula Castle in the Sky de Studio Ghibli. Els fans van tuitejar simultàniament la paraula balse (バ ル ス): l'encantament d'un encanteri de destrucció utilitzat durant el seu clímax, després de ser pronunciada a la pel·lícula. Es va produir un pic global de 143.199 tuits en un segon, superant el rècord anterior de 33.388.
L'esdeveniment esportiu més comentat de la història de Twitter va ser la semifinal de la Copa Mundial de la FIFA 2014 entre Brasil i Alemanya el 8 de juliol de 2014. El dia de les eleccions presidencials nord-americanes de 2016, Twitter va resultar ser la font més important de notícies d'última hora, amb més de 40 milions de tuits enviats aquell dia.